# Gümüşhane (circonscription électorale)
La circonscription électorale de Gümüşhane correspond à la province du même nom et envoie 2 députés à la Grande assemblée nationale de Turquie.

## Composition
La circonscription de Gümüşhane est divisée en 6 districts (ilçe). Chaque district est composé d'un chef-lieu et de municipalités (communes et villages).

## Résultats électoraux

### Élections législatives de 2018
| Partis                   | Partis                                        | Voix    | %     | Sièges | +/-           | Élus                             |
| ------------------------ | --------------------------------------------- | ------- | ----- | ------ | ------------- | -------------------------------- |
|                          | Parti de la justice et du développement (AKP) | 46 224  | 56,86 | 2      |               | Hacı Osman Akgül et Cihan Pektaş |
|                          | Parti d'action nationaliste (MHP)             | 16 712  | 20,56 | 0      | en stagnation |                                  |
|                          | Le Bon Parti (İYİ)                            | 9 218   | 11,34 | 0      | Nv.           |                                  |
|                          | Parti républicain du peuple (CHP)             | 6 057   | 7,45  | 0      | en stagnation |                                  |
|                          | Parti de la félicité (SP)                     | 1 604   | 1,97  | 0      | en stagnation |                                  |
|                          | Parti démocratique des peuples (HDP)          | 1 077   | 1,32  | 0      | en stagnation |                                  |
|                          | Parti de la cause libre (HÜDA PAR)            | 223     | 0,27  | 0      | en stagnation |                                  |
|                          | Parti patriote (VATAN)                        | 185     | 0,23  | 0      | en stagnation |                                  |
|                          |                                               |         |       |        |               |                                  |
| Total                    | Total                                         | 81 300  | 100   | 2      | en stagnation | -                                |
| Inscrits / participation | Inscrits / participation                      | 100 853 | 80,05 |        |               |                                  |

### Élections législatives de 2023
| Partis                   | Partis                                        | Voix   | %     | Sièges | +/-           | Élus            |
| ------------------------ | --------------------------------------------- | ------ | ----- | ------ | ------------- | --------------- |
|                          | Parti de la justice et du développement (AKP) | 38 347 | 47,41 | 1      | 1             | Celalettin Köse |
|                          | Parti d'action nationaliste (MHP)             | 21 221 | 26,24 | 1      | 1             | Musa Küçük      |
|                          | Le Bon Parti (İYİ)                            | 14 699 | 18,17 | 0      | en stagnation |                 |
|                          | Nouveau parti de la prospérité (YRP)          | 2 154  | 2,66  | 0      | Nv.           |                 |
|                          | Parti de la victoire (ZP)                     | 892    | 1,10  | 0      | Nv.           |                 |
|                          | Parti de la grande unité (BBP)                | 665    | 0,82  | 0      | en stagnation |                 |
|                          | Parti républicain du peuple (CHP)             | 635    | 0,79  | 0      | en stagnation |                 |
|                          | Parti de la gauche verte (YSP)                | 502    | 0,62  | 0      | en stagnation |                 |
|                          | Parti de la patrie (M)                        | 427    | 0,53  | 0      | Nv.           |                 |
|                          | Parti des travailleurs de Turquie (TIP)       | 287    | 0,35  | 0      | en stagnation |                 |
|                          | Parti de la mère patrie (ANAP)                | 201    | 0,25  | 0      | en stagnation |                 |
|                          | Parti de la justice (AP)                      | 145    | 0,18  | 0      | Nv.           |                 |
|                          | Parti de la justice et de l'unité (AB)        | 117    | 0,14  | 0      | Nv.           |                 |
|                          | Parti de la nation (MP)                       | 109    | 0,13  | 0      | en stagnation |                 |
|                          | Parti des droits et libertés (HAK)            | 74     | 0,09  | 0      | en stagnation |                 |
|                          | Parti de la route nationale (MYP)             | 73     | 0,09  | 0      | Nv.           |                 |
|                          | Parti de l'union du pouvoir (GBP)             | 57     | 0,07  | 0      | Nv.           |                 |
|                          | Parti de gauche (SOL)                         | 56     | 0,07  | 0      | en stagnation |                 |
|                          | Parti de libération du peuple (HKP)           | 54     | 0,07  | 0      | en stagnation |                 |
|                          | Parti communiste de Turquie (TKP)             | 48     | 0,06  | 0      | en stagnation |                 |
|                          | Parti patriote (VATAN)                        | 44     | 0,05  | 0      | en stagnation |                 |
|                          | Mouvement communiste (TKH)                    | 28     | 0,03  | 0      | Nv.           |                 |
|                          | Parti de l'innovation (YP)                    | 25     | 0,03  | 0      | Nv.           |                 |
|                          | Parti jeune (GP)                              | 3      | 0,00  | 0      | en stagnation |                 |
|                          | Indépendants (Ind.)                           | 23     | 0,03  | 0      | en stagnation |                 |
|                          |                                               |        |       |        |               |                 |
| Total                    | Total                                         | 80 886 | 100   | 2      | en stagnation | -               |
| Inscrits / participation | Inscrits / participation                      | 96 626 | 82,88 |        |               |                 |